# كينجي اينو
كينجي اينو (باليابانية: 井上謙二) (و. 1976 – م) هو مصارع رياضي، من اليابان، ولد في كيوتو، شارك في ألعاب الأولمبياد الصيفية سنة 2004، والمصارعة في الألعاب الأولمبية الصيفية 2004 – رجال حر 60 كجم ‏.

## روابط خارجية
- كينجي اينو على موقع قاعدة بيانات المصارعة الدولية (الإنجليزية)
- كينجي اينو على موقع أوليمبيديا (الإنجليزية)